# Pragersko
Pragersko (IPA: [ˈpraːgɛrskɔ], németül és a magyar irodalomban Pragerhof IPA: [ˈpraːgɐˌhoːf]) falu Szlovéniában, közigazgatásilag Slovenska Bistricához tartozik.

## Neve
Nevét a 16. században épült közeli kastélyról kapta.

## Fekvése
A Felső-Dráva-mente síkságán, Maribortól 17 km-re délre, Ptujtól 17 km-re nyugatra, Slovenska Bistricától 6,5 km-re keletre fekszik. Közelében halad el a 2-es főút. Vasúti csomópont, itt találkozik a Pragersko–Ormosd-vasútvonal és a Zidani Most–Maribor–Celje–Šentilj-vasútvonal.

## Története
A település 1845 után létesült. Jelentősége 1859-ben nőtt meg, ugyanis itt épült meg a Déli Vasút egyik állomása, amely kiindulópontja volt a vasúttársaság budai fővonalának építésénél. A vasútállomás ma is fontos csomópont, ahol a Szlovén Vasutak gyorsvonatai, illetve a Horvátország és Ausztria között közlekedő nemzetközi vonatok is megállnak.